# Mar Chaaya & Mzekke
Mar Chaaya & Mzekke è un centro abitato e comune (municipalité) del Libano situato nel distretto di al-Matn, governatorato del Monte Libano.